# Hubinka (folwark)
Hubinka – dawny folwark, położony w miejscu leżącym obecnie na Białorusi,  w obwodzie grodzieńskim, w rejonie grodzieńskim, w sielsowiecie jeziorowskim.
W czasach zaborów folwark w granicach Imperium Rosyjskiego, w guberni grodzieńskiej, w powiecie grodzieńskim.
W latach 1921–1939 należała do gminy Jeziory w ówczesnym województwie białostockim.
Według Powszechnego Spisu Ludności z 1921 roku folwark zamieszkiwało 39 osób, 31 było wyznania rzymskokatolickiego a 8 prawosławnego. Jednocześnie wszyscy mieszkańcy deklarowali polską przynależność narodową. Były tu 2 budynki mieszkalne.
Miejscowość należała do parafii prawosławnej i rzymskokatolickiej w Jeziorach. Podlegała pod Sąd Grodzki w Jeziorach i Okręgowy w Grodnie; właściwy urząd pocztowy mieścił się w Jeziorach.
W wyniku napaści ZSRR na Polskę we wrześniu 1939 miejscowość znalazła się pod okupacją sowiecką. 2 listopada została włączona do Białoruskiej SRR. 4 grudnia 1939 włączona do nowo utworzonego obwodu białostockiego. Od czerwca 1941 roku pod okupacją niemiecką. 22 lipca 1941 r. włączona w skład okręgu białostockiego III Rzeszy. W 1944 miejscowość została ponownie zajęta przez wojska sowieckie i włączona do obwodu grodzieńskiego Białoruskiej SRR.
Od 1991 r. w składzie niepodległej Białorusi.